# Tamniceklostret
Tamniceklostret (serbiska: Манастир Тамница/Manastir Timnica) är ett serbisk-ortodoxt kloster beläget  nära staden Kamenica i Gjilan distrikt i Kosovo.

## Historia
Tamniceklostret byggdes troligen någonstans under 1300-talet.
Vid ett arbete som pågick vid klostret från 1967 till 1968 upptäckte arbetare en grund till en treskeppig basilika som hade stått på samma plats tidigare.

## Klostret
Tamniceklostret är gjord av huggen sten, gråvit sten och rött tegel.
Klostrets fasad påminner även om Graçanicaklostret.

## Bilder

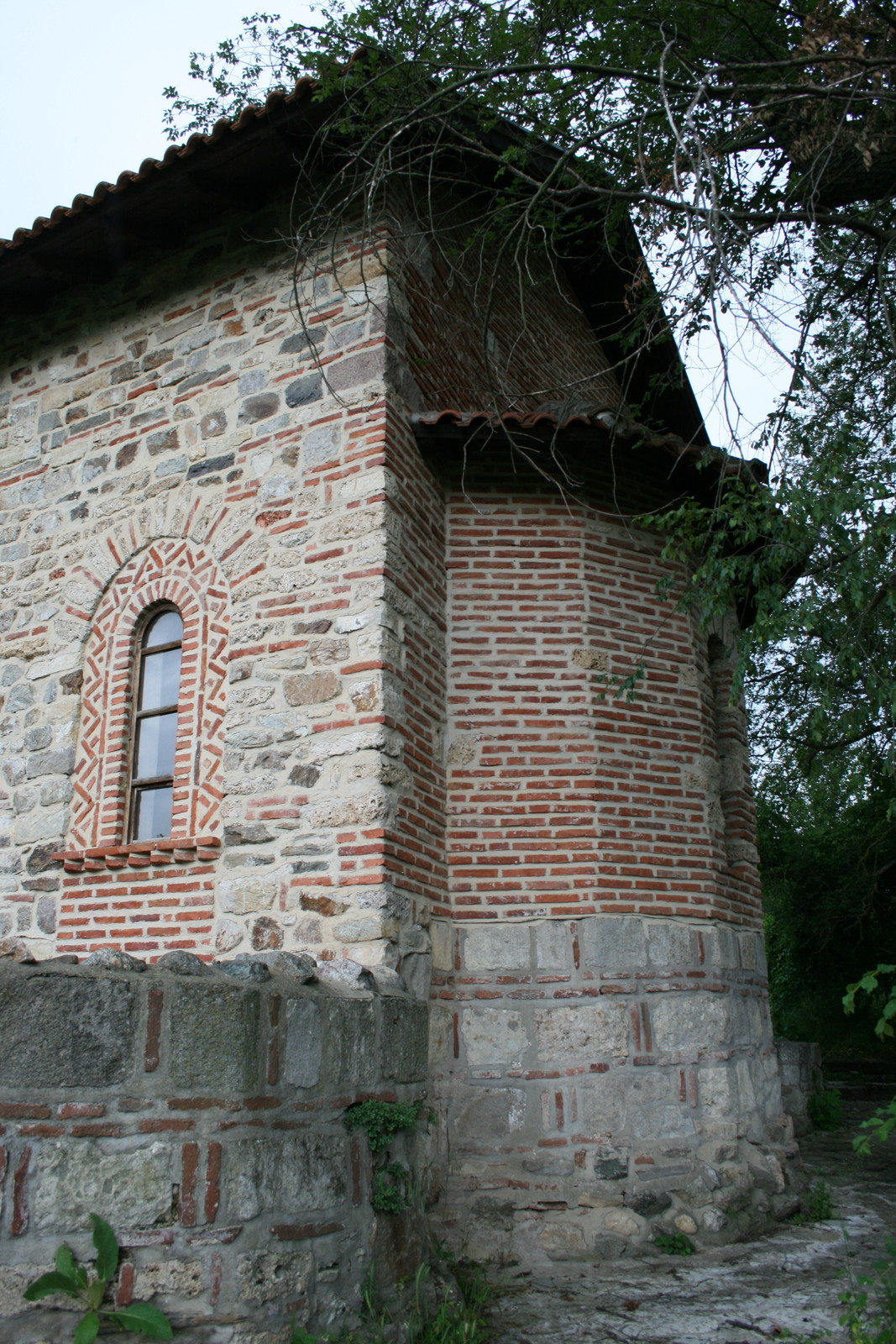
Klostrets baksida och absid.
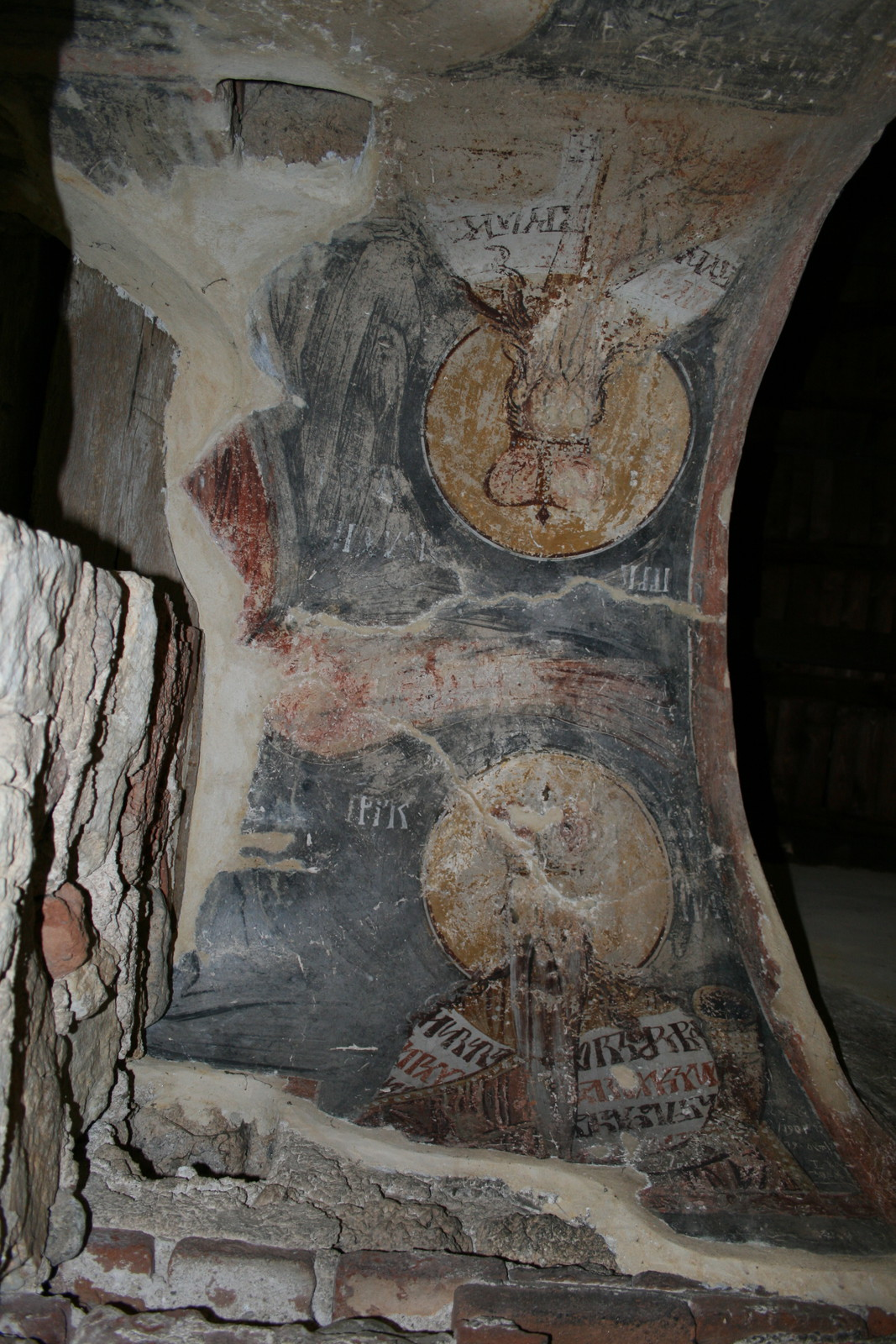
Två av klostrets fresker.